# Osage (Iowa)
Osage è una città degli Stati Uniti d'America, situata nello Stato dell'Iowa, nella Contea di Mitchell, della quale è il capoluogo.